# Massacre de Srebrenica
Massacre de Srebrenica, também conhecido como o Genocídio de Srebrenica foi o assassinato, de 11 a 25 de julho de 1995 de até 8 373 bósnios muçulmanos, de adolescentes a idosos, com idades variadas, na região de Srebrenica, município no leste da Bósnia e Herzegovina.
As mortes foram perpetradas por unidades do Exército Bósnio da Sérvia, sob comando do General Ratko Mladić e com a participação de uma unidade paramilitar sérvia conhecida como "Escorpiões", parte do Ministério do Interior da Sérvia. Em abril de 1993, as Organização das Nações Unidas (ONU) declarou que a região de Srebrenica era considerada uma área segura, sob proteção da organização. Porém, a ONU não conseguiu desmilitarizar o Exército da República da Bósnia e Herzegovina (ARBiH) da região, nem conseguiu forçar uma retirada das tropas ao redor de Srebrenica. A Força de Proteção das Nações Unidas, unidade 370, foi incapaz de impedir a captura da cidade pelo exército bósnio, nem o massacre subsequente.
Em 2004, por unanimidade no julgamento do caso, na câmara de apelações do Tribunal Penal Internacional para a antiga Jugoslávia, em Haia, definiu que o massacre ocorrido contra os habitantes homens de Srebrenica constituía um genocídio, um crime sob jurisdição da lei internacional. A decisão do tribunal penal também foi apoiada pelo Tribunal Internacional de Justiça, em 2007. A transferência forçada e os estupros, entre 25 mil e 30 mil mulheres bósnias, crianças e idosas que acompanharam o massacre, também foram considerados como genocídio, quando acompanhados dos assassinatos e da separação dos homens.
Em 2005, o então secretário-geral das Nações Unidas, Kofi Annan, descreveu o assassinato em massa de um dos piores crimes já cometidos em solo europeu desde a Segunda Guerra Mundial. Em uma mensagem no 10.º aniversário do massacre, ele escreveu que "enquanto a culpa estava, em primeiro lugar, naqueles que planejaram e realizaram o massacre e aqueles que ajudaram e abriram os assassinos, a ONU cometeu sérios erros de julgamento, enraizados em uma política de imparcialidade", descrevendo o Genocídio de Srebrenica como uma tragédia que assombraria a história da ONU para sempre.
Em 2006, o Caso do Genocídio Bósnio foi apresentado ao Tribunal Internacional de Justiça e Sérvia e Montenegro foram absolvidas de responsabilidade direta ou cumplicidade no massacre, porém foram consideradas responsáveis por não fazerem o necessário ou mínimo para impedirem o genocídio ou para processar e responsabilizar os responsáveis diretos, em violação à Convenção para a Prevenção e a Repressão do Crime de Genocídio. A lista elaborada pela Comissão Federal Bósnia de Pessoas Desaparecidas contém 8 373 nomes, sendo 6 838 vítimas sido identificadas através de análises de DNA de partes de corpos recuperadas das covas coletivas. Cerca de 6 066 vítimas foram sepultadas no Memorial do Genocídio de Srebrenica.

## Massacre

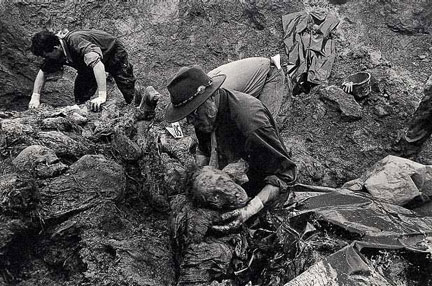
Exumações em Srebrenica em 1996.

O massacre começou quando tropas sérvias invadiram Srebrenica, e a população local buscou abrigo num complexo da ONU. Porém, dois dias depois, as forças neerlandesas da missão de paz da ONU, que estavam em menor número e não tiveram resposta quando pediram reforço a ONU, em Genebra, cederam às pressões das tropas de Mladic e forçaram milhares de famílias muçulmanas a deixar o local. Os invasores sérvios, então, organizaram os muçulmanos por gênero, enviando os homens para a execução. Os corpos eram depositados em valas comuns feitas às pressas.
Cerca de 8 mil homens e meninos muçulmanos foram mortos. Também houve denúncias de estupros, seguidos de assassinatos, de mulheres e crianças. Nas palavras do juiz Fouad Riad, em novembro de 1995, ao indiciar Ratko  Mladić in absentia,  por genocídio em Srebrenica, no tribunal de crimes de guerra de Haia, havia evidências de uma  "inimaginável selvageria: milhares de homens executados e enterrados em valas comuns, centenas de homens enterrados vivos, homens e mulheres mutilados e massacrados, crianças mortas diante das mães morrendo de fome, sede e infecções como Cólera, um avô obrigado a comer o fígado de seu próprio neto".

## Resposta

### Procedimentos legais

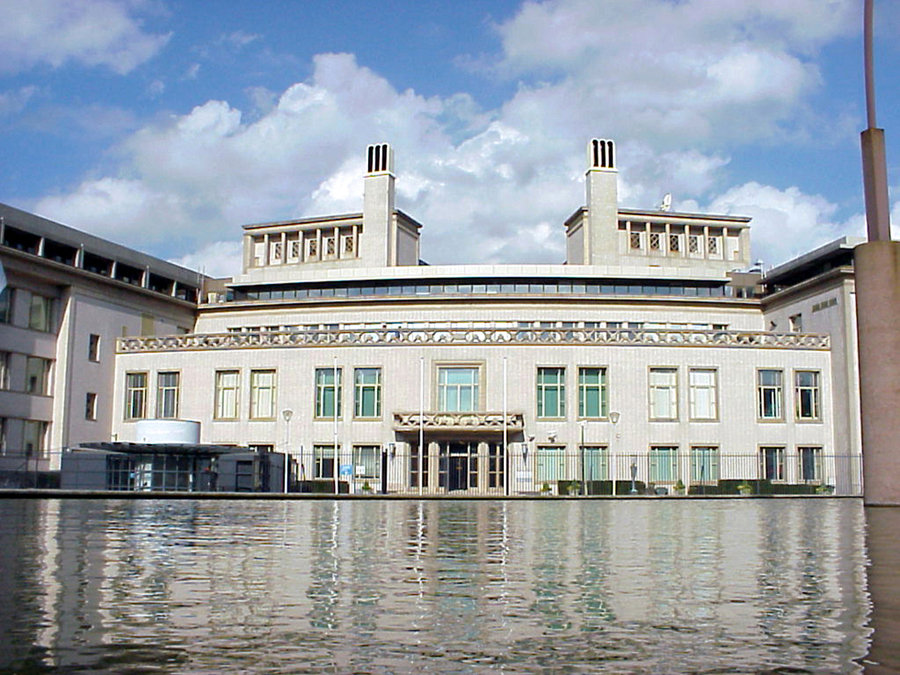
Tribunal Penal Internacional para a antiga Jugoslávia

De acordo com o Tribunal Penal Internacional para a antiga Iugoslávia (International Criminal Tribunal for the former Yugoslavia - ICTY), ao tentar eliminar uma parte da população bósnia, as forças sérvias cometeram genocídio. Pretendiam o extermínio dos 40 mil bósnios que viviam em Srebrenica, um grupo emblemático dos bósnios em geral. Os sérvios não aceitam a acusação de genocídio e afirmam que, no mesmo período, houve também, na região de  Srebrenica, milhares de vítimas sérvias que são sistematicamente ignoradas pela comunidade internacional.
Em 6 de setembro de 2013, dezoito anos depois do massacre, a Suprema Corte dos Países Baixos decidiu que o país era responsável pelas mortes de três muçulmanos bósnios durante o massacre de 1995, embora as forças neerlandesas fizessem parte de uma missão de paz da ONU.
A advogada de direitos humanos Liesbeth Zegveld, que representou as famílias bósnias, considerou a decisão como histórica, por estabelecer que países envolvidos em missões da ONU podem ser legalmente responsáveis por crimes, ou seja, abriu-se um precedente notável, no longo histórico de imunidade da organização. "[A decisão] estabelece que forças de paz (ou a ONU) não podem operar num vácuo legal, onde não existe prestação de contas ou reparação para as vítimas ", como tinha sido até agora. Zegveld declarou que tem havido demasiada ocultação pelas Nações Unidas, graças ao "muro da imunidade". Segundo ela, a sentença "diz claramente que países envolvidos em missões da ONU podem ser responsabilizados por crimes" que nem sempre estarão "acobertados pela bandeira ONU".
Tomislav Nikolić, o então presidente da Sérvia em 2013, se desculpou oficialmente pelo massacre em abril daquele ano, porém não nomeou o ocorrido como genocídio. Em 2013 e 2014, a Holanda foi considerada responsável no seu próprio tribunal superior e no tribunal do distrito de Haia, por falhar no seu dever de impedir mais de 300 das mortes como membro das forças da ONU.
Em 8 de julho de 2015, a Rússia vetou a resolução do Conselho de Segurança da ONU que classificava o massacre de Srebrenica como genocídio. Durante a votação, China, Nigéria, Angola e Venezuela abstiveram-se, enquanto os restantes dez membros do Conselho mostraram-se favoráveis ao reconhecimento do massacre de Srebrenica como genocídio.
Em 22 de novembro de 2017, Ratko Mladić foi considerado culpado e condenado por vários crimes no tribunal das Nações Unidas, incluindo seu papel no genocídio perpetrado em Srebrenica e ele foi sentenciado à prisão perpétua.